# Schlotheimia regnellii
Schlotheimia regnellii är en bladmossart som beskrevs av Johan Ångström 1876. Schlotheimia regnellii ingår i släktet Schlotheimia och familjen Orthotrichaceae. Inga underarter finns listade i Catalogue of Life.